# Artur Imhoff
Artur Imhoff ist ein deutscher Stummfilm aus dem Jahr 1915 von Paul von Woringen nach einem Roman von Hans Land mit Erich Kaiser-Titz in der Titelrolle.

## Handlung
Der Mediziner Professor Artur Imhoff ist ein höchst angesehener Chirurg in der Stadt. Er ist bereits 50 Jahre alt, als er die deutlich jüngere Adelige Annie von Arnsberg, eine verarmte Waise, ehelicht. Die Hochzeit wird in ganz großem Stil gefeiert, Prof. Imhoffs Studentenschaft bildet ein feierliches Defilee.
Doch rasch ziehen Wolken am Ehehimmel auf. Annie lernt den Studentensprecher Baron Bernfeld, einen schmucken, jungen Mann ihrer Generation kennen, und verliebt sich in ihn. Daraufhin verlässt sie ihren Ehemann, der schwer unter dem Verlust leidet. Eines Tages wird Prof. Imhoff zu einem komplizierten Fall gerufen. Es ist Bernfeld, der unbedingt Imhoffs medizinisches Können benötigt. Dieser zögert keinen Augenblick, operiert den Rivalen und beschämt damit seine treulose Gattin.

## Produktionsnotizen
Gedreht wurde im Herbst 1915 im Mutoskop-Atelier in Berlin-Lankwitz. Der sechsaktige Film mit einer Länge von ursprünglich 1800, später 1661 Metern (beides gut eine Stunde Spielzeit) passierte im Dezember 1915 die Zensur und wurde mit Jugendverbot belegt. Die Uraufführung fand im Januar 1916 im Berliner Tauentzienpalast statt.
Die Theaterschauspieler Emil Rameau und Wilhelm Huch gaben hier vermutlich ihre Einstände vor der Kamera.

## Kritiken
In Paimann’s Filmlisten ist zu lesen: „Stoff, Spiel, Photos und Szenerie, besonders die Studenten-Huldigungs-Serenade, und die Sterbeszene des Armenarztes Ernst Berger, prima. (Schlager I. Ranges).“